# Anna Petronella van Heerden
Anna Petronella van Heerden (Bethelem, Sudáfrica, 1887-Ciudad del Cabo, 1975) fue la primera mujer afrikáner doctora en medicina. Su tesis, por la que obtuvo un doctorado en 1923, fue la primera tesis médica escrita en afrikáans. Practicó como ginecóloga y sirvió en el cuerpo médico de Sudáfrica durante la Segunda Guerra Mundial jubilándose en 1942. 

## Biografía
Sus padres fueron Francois Willem van Heerden y Josephine Ryneva Beck Horak. Fue educada en el Seminario Hugenot en Wellington y en el Victoria College en Stellenbosch. Estudió en la Universidad de Ámsterdam desde 1908 hasta 1915, donde completó su título en medicina. Van Heerden fue pasante en Volkshuishospitaal en Bloemfontein en 1916 y tuvo su propia práctica en Harrismith desde 1917. Se especializó en ginecología en Londres desde 1921 antes de regresar a Ámsterdam para completar su doctorado. Tras obtener su doctorado en 1923 con una tesis titulada Die sogenamde adenioma van die ovarium (El llamado adenoma del ovario), se trasladó a Ciudad del Cabo donde ejerció como ginecóloga. Además de servir en el cuerpo médico de Sudáfrica durante la Segunda Guerra Mundial y en 1942 se retiró de la práctica.

### Política
Formó parte del comité principal del Partido Nacional del Cabo en 1924 y tomó un papel activo en la disputa sobre la bandera nacional. También hizo campaña por el sufragio femenino.

### Arqueología
En 1931, van Heerden participó en las excavaciones en Wadi el Maghara en el Monte Carmelo en Palestina que fueron dirigidas por Dorothy Garrod.

### Tras jubilarse
Van Heerden pasó parte de su vida después de su jubilación trabajando en una granja donde criaba ganado. A menudo se la veía en subastas de ganado, participando activamente, lo que era inaudito para una mujer en ese momento en Sudáfrica.
Van Heerden nunca se casó y murió en Ciudad del Cabo el 10 de enero de 1975.

## Publicaciones
Van Heerden publicó dos textos autobiográficos,
- Kerssnuitsels (1962) (Candle Snuffings)
- Die sestiende koppie (1965) (La decimosexta Copa),

y otras obras, entre ellas:
- Waarom Ek 'n Sosialis Is (1938) (Por qué soy socialista), Geslagsregister van die familie Van Heerden (1969) (Árbol genealógico de la familia Van Heerden)
- Dames XVII (1969) (Damas XVII).

Las memorias de Van Heerden recibieron poca atención académica hasta después de 2000. Desde entonces se han realizado algunos estudios de sus limitadas obras. Lizelle Smit presentó una tesis de maestría sobre "Escritura de la vida de las mujeres sudafricanas" en 2015 y algunos de los puntos relacionados con Van Heerden cubiertos en esta investigación son: 
1) sus sutiles manipulaciones del contenido autobiográfico para transmitir temas importantes al afrikáner- juventud de la época; 
2) su cambiante presentación de las cuestiones feministas y su identidad sexual lesbiana, especialmente a la luz del hecho de que Sudáfrica no aceptó la existencia de lesbianas durante la mayor parte de la vida de Van Heerden; 
3) su crítica a la desigualdad de género.